# 勞埃茲 (馬里蘭州)
勞埃茲（英語：Lloyds）是位於美國馬里蘭州多徹斯特縣的一個非建制地區。

## 地理
勞埃茲所處的海拔為高於海平面1米（即3英呎），而該地所採用的時區為UTC-5，即北美东部時區（EST）。同時該地設有夏令時間，為UTC-5調快一小時，即UTC-4（EDT）。